# ソフトシェルクラブ
ソフトシェルクラブ（英: Soft-shell crab）は、脱皮直後のカニのこと。
脱皮直後の蟹なので、カニの殻を剥かずに食べることができる。文字通り、柔らかな（Soft）殻（shell）のカニ（crab）で、色々な種類のカニを指し得る。ソフトシェルクラブは食材としての呼び名であり、特定のカニの種を指す用語ではなく、ソフトシェルクラブとして流通するカニの種は多様で有り得る。
カニのような甲殻類は硬い外骨格に覆われているので、そのままでは成長できない。そのため、古い殻からいったん体液中にカルシウムを吸収してから脱ぎ捨て、新しい殻がまだ硬化する前に水を吸収してその圧力で膨らみ、カルシウムを新しい殻に戻すことで再び硬化する。この硬化前の段階で調理するのがソフトシェルクラブである。
このような脱皮直後のやわらかい蟹は日本の市場では身の入りが良くなく商品価値の低いものと見なされていたが、アメリカのソフトシェルクラブの影響で新たな商品としての価値付けの試みもされている。アメリカでは、蟹の水揚げ量の約半分を占めている。

## 食べ方
サンドイッチに挟んで食べたり、天ぷらやフライにしたソフトシェルクラブを、巻き寿司や手巻き寿司に巻いて食べる。

## 種類

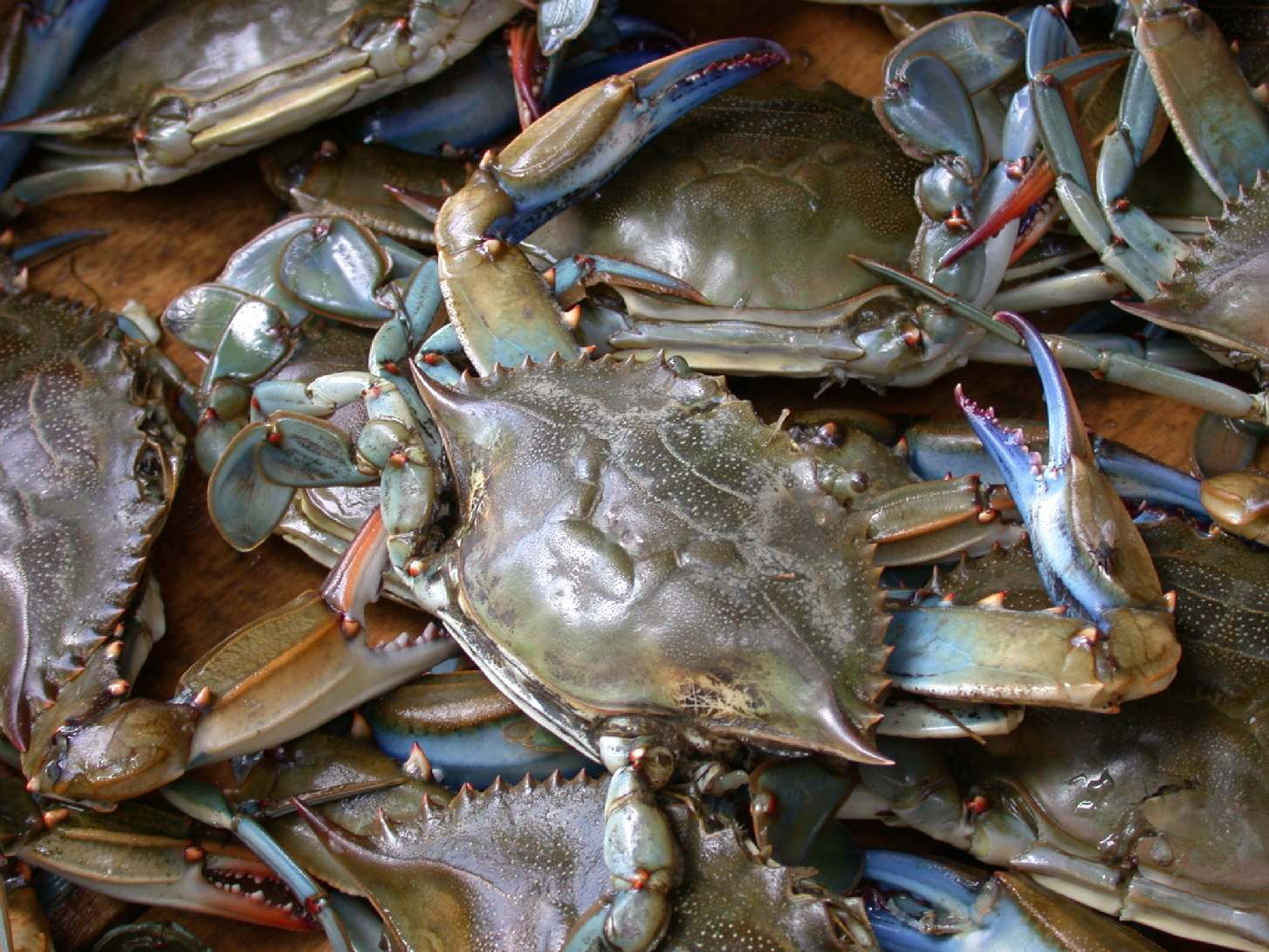
ブルークラブ Callinectes sapidus

有名なソフトシェルクラブはアメリカ東海岸に生息するワタリガニ科のブルークラブ（学名：Callinectes sapidus、和名：アオガニ）の脱皮したての個体のことである。5月から7月にかけてが旬である。ブルークラブは日本産の代表的なワタリガニ科の蟹であるガザミと違い、はさみの腕の内側に突起がなく、雄の腹部が逆T字形をしている。脚が青いためブルークラブと呼ばれる。獲れたカニは生簀で脱皮するまで監視し、脱皮したところを使われる。そのため生簀を用意しているレストランもあるが、一般的には冷凍物を使う。
ブルークラブの他にもノコギリガザミ（マングローブガニ、マッドクラブなどの呼び名もある）やチチュウカイミドリガニなども脱皮直後の個体をソフトシェルクラブとして食用にする。